# Adetomeris gayi
Adetomeris gayi är en fjärilsart som beskrevs av Lucas. Adetomeris gayi ingår i släktet Adetomeris och familjen påfågelsspinnare. Inga underarter finns listade i Catalogue of Life.